# Damnaster
Damnaster is een geslacht van kamsterren uit de familie Porcellanasteridae.

## Soort
- Damnaster tasmani H.E.S. Clark & McKnight, 1994